# Ramón Pérez de Ayala
Ramón Pérez de Ayala född 1881 i Oviedo, Asturien, död 1962 i Madrid,  var en spansk författare.
de Ayala gick i en jesuitskola (han kritiserade jesuitierna i romanen A.M.D.G.), reste i utlandet, var krigskorrespondent, ambassadör i London, bosatte sig i Argentina och slog sig slutligen ned i Madrid.
Hans författarskap kännetecknas av humor och psykologisk insikt. Romanerna från första perioden var satirer med pikareskinslag, fr.o.m. 1916 blev de mer symboliska.